# Lunascape
Lunascape (яп. ルナスケープ) — японский браузер, работающий на трёх движках для отображения веб-страниц — Gecko, Trident и WebKit. По мнению разработчиков, работает быстрее прочих браузеров на движке Gecko (который используется Firefox, Seamonkey и некоторыми другими).

## История
Браузер Lunascape был впервые опубликован в августе 2001 года студентом колледжа. Поскольку браузер стал популярным, в августе 2004 года Хидекадзу Кондо (Hidekazu Kondo) создал корпорацию Lunascape, набрал работников и стал генеральным директором. Lunascape был выбран японским правительством в качестве «Exploratory Software Project».
В июне 2008 года был создан филиал в США и в настоящее время базируется в городе Саннивейл, штат Калифорния.
Первая международная версия браузера Lunascape была представлена в декабре 2008 года.

## Возможности
- Переключение между тремя доступными движками.
- Рекомендация пользователю того движка, который лучше всего подходит для отображения сайта.
- Закрепление движка за конкретными сайтами.
- Защита от падения при сбое (в случае возникновения ошибки на какой-либо веб-странице закрывается только одна вкладка).
- Поддержка жестов мышью.
- Библиотека эксклюзивных плагинов и тем оформления.
- Автосохранение паролей и текстов, написанных в формах на веб-страницах.

## Системные требования
- ОС: Android/IOS/Windows 2000/XP/Vista/7/Server 2003/Server 2008/MacOSX
- Оперативная память: 1 Гб (рекомендуется: 2 Гб и более)